# Jhasmani Campos
Jhasmani Campos Dávalos (ur. 10 maja 1988 w Santa Cruz) – boliwijski piłkarz występujący na pozycji pomocnika. Zawodnik klubu The Strongest.

## Kariera klubowa
Campos treningi rozpoczął w 1997 roku w Tahuichi Academy. W 2005 roku przeszedł do juniorów brazylijskiego Grêmio. W 2006 roku wrócił do Boliwii, gdzie został graczem zespołu Oriente Petrolero. W 2010 roku zdobył z nim mistrzostwo Boliwii. Następnie występował w takich klubach jak: Club Bolívar, katarski Muaither SC, saudyjski Al-Orobah FC, kuwejcki Kazma SC, rodzimy Sport Boys i tajski Bangkok Glass. W 2018 przeszedł do The Strongest.

## Kariera reprezentacyjna
W reprezentacji Boliwii Campos zadebiutował w 2007 roku. W tym samym roku został powołany do kadry na Copa América. Na tamtym turnieju, zakończonym przez Boliwię na fazie grupowej, zagrał tylko w zremisowanym 2:2 meczu z Peru. W tamtym pojedynku strzelił także gola, który był jednocześnie jego pierwszym w drużynie narodowej.